# 米哈伊埃米內斯庫鄉 (博托沙尼縣)
47°46′N 26°33′E / 47.767°N 26.550°E
米哈伊埃米內斯庫鄉（羅馬尼亞語：Comuna Mihai Eminescu, Botoșani），是羅馬尼亞的鄉份，位於該國東北部，由博托沙尼縣負責管轄，面積87平方公里，海拔高度159米，2007年人口6,807，人口密度每平方公里78人。